# BeerTender

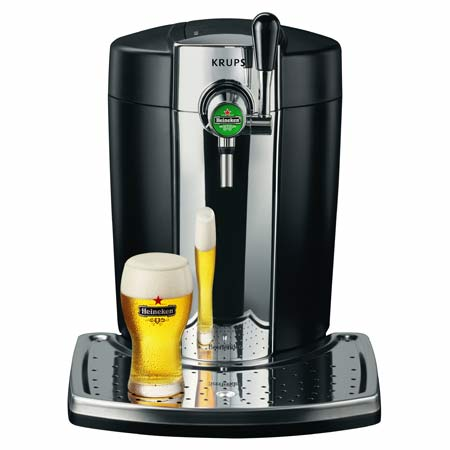
Beertender B65

BeerTender est un système domestique de tireuse pression. Il combine un mini système de tireuse avec des fûts de 5 litres.
Ce système développé en France en 2005 par un partenariat entre Heineken France et le Groupe SEB, permet en 2013 d'y capter 4 % du marché en GMS de la bière et à Heineken de détenir 90 % du marché de la bière en grand contenant. En 2013, Heineken lance The Sub qui est la nouvelle génération de machine de bière pression à domicile. Elle est destinée à une consommation quotidienne alors que le BeerTender était plus tourné vers la consommation festive.